# Трстеник (притока Орави)
Трстеник (словац. Trsteník) — річка в Словаччині, ліва притока Орави, протікає в окрузі Дольни Кубін.
Довжина приблизно 4.0-4.5 км. Витік знаходиться в масиві Оравська Верховина (схил гори Градок) — на висоті близько 685 метрів. Протікає територією села Істебне.
Впадає в Ораву на висоті приблизно 455-460 метрів.